# 이인직
이인직(李人稙, 1862년 음력 7월 27일 ~ 1916년 11월 1일)은 일제강점기의 언론인, 소설가이다. 경기도 이천 출신으로 호는 국초(菊初). 본관은 한산.

## 생애
1900년 일본에 유학하여 도쿄 정치학교에서 약 3년간 수학했다. 1904년 러일 전쟁이 일어나자 일본 제국 육군의 통역으로 발탁되었다. 1906년에 《국민신보》와 《만세보》 주필을 거쳤다. 그해 소설 《혈의 누》를 썼고 1907년에 《대한신문》 사장이 되었다.
1908년 신극 운동을 벌이던 그는 국립극장 협률사를 인수하여 사설극장 원각사(圓覺社)로 바꾼 뒤, 《은세계》를 공연했다. 1910년 8월 4일에는 일본어를 하지 못했던 이완용 대신 일본에 가서 통감부 외사국장이던 고마쓰 미도리(小松綠)를 만나 한일합병을 교섭하기도 했다. 이인직이 다리를 놓아 8월 16일 이완용과 조중응이 통감 관저를 방문하고, 8월 22일 병합 조약을 조인하였다.
경학원의 사성(司成)을 지내면서 한일 병탄을 뒷받침하는 논리를 유포한 《경학원잡지》 편찬을 담당하는 등, 유교 계열의 대표적인 친일 인물로 활동했다. 또한 다이쇼 천황이 즉위할 때 친일 헌송문을 지어 바쳤다. 1916년 11월 이인직이 죽자, 총독부는 병합 당시의 공로에 대한 상여금으로 450엔의 장례비를 교부하였다.

## 사후
2002년 발표된 친일파 708인 명단, 2008년 발표된 민족문제연구소의 친일인명사전 수록예정자 명단에 모두 포함되었고, 2006년 12월 6일 친일반민족행위진상규명위원회가 발표한 친일반민족행위 106인 명단에도 포함되어 있다.

## 혈의 누에 나타난 만국공법

### 조선의 자주적 근대화를 저해시킨 청나라의 만국공법 오용
청나라는 임오군란 이후 국제관례에서 벗어난 장정체제와 속방의 지위를 강요하고, 조선 정부에 외교에 관한 일을 일체 청나라에 문의하라고 요구할 정도였다. 무역장정이 가동된 1882년부터 1894년까지의 조청(朝淸) 간 특수한 관계를 장정체제라고 하며, 이 시기에 조선은 청나라로 인해 큰 고통을 겪었던 것이다. 무역장정은 조선에 대한 청나라의 제국주의적 침탈이 본격화되는 명분이 되었고, 심화된 내정간섭은 조선의 개화정책을 좌절시켜 자주적 근대화를 저해하였다.

### 만국공법의 준수여부로 결정된 친일 행보
조선의 만국공법 수용은 당연히 청나라와의 종속 관계를 청산하는 방향으로 진행될 수밖에 없었다. 이인직에게 중요한 것은 배청친일이 아니라 만국공법의 준수여부였던 것이다. 배청친일의 태도는 이에 따르는 부수적 입장이었다고 정리할 수 있다. 《혈의 누》는 을사조약 이후 팽배한 일본에 대한 비판적 분위기도 일정 부분 반영하고 있다. 그것은 을사조약 당시 일본이 내세운 핵심논리인 보호국론을 체화한 일본인들의 부정적인 모습을 통해 드러난다.
그러나 이인직은 결코 만국공법이 지닌 근원적인 한계, 즉 강대국의 제국주의를 뒷받침하는 논리라는 측면까지 인식하지는 못한 것으로 판단된다. 유럽의 공법체제는 평등주의적 이념이 적용되는 유럽 내부와는 달리, 비서구지역에서는 약육강식의 논리로 적용되고 있었던 것인데, 이인직은 이러한 만국공법의 한계에 대해서는 철저한 인식을 보여주지 못한다. 《혈의 누》가 창작되기 1년 전에 미국이 일본과 가쓰라-태프트 밀약을 체결하여 필리핀을 자신이 통치하는 조건으로 일본의 한국 지배를 승인한 역사적 사실은 별다른 주목이 되지 않는다.

## 주요 저작
- 혈의 누
- 모란봉
- 은세계
- 치악산

## 같이 보기
- 경학원
- 혈의 누
- 이완용

## 참고자료
- 친일반민족행위진상규명위원회 (2006년 12월). 〈이인직〉 (PDF). 《2006년도 조사보고서 II - 친일반민족행위결정이유서》. 서울. 852~863쪽쪽. 발간등록번호 11-1560010-0000002-10. 2007년 10월 8일에 원본 문서 (PDF)에서 보존된 문서. 2007년 6월 26일에 확인함.
- 반민족문제연구소 (1995년 7월 1일). 〈이인직 : 친일문학의 선구자 (최원식)〉. 《친일파 99인 (3)》. 서울: 돌베개. ISBN 8971990139.
- 임종국 (1991년 2월 1일). 〈「혈의 누」의 이인직은 한일합방의 주역〉. 《실록 친일파》. 반민족문제연구소 엮음. 서울: 돌베개. ISBN 8971990368.